# 결사 대작전
《결사 대작전》은 한국에서 제작된 고영남 감독의 1969년 전쟁 영화이다. 박노식 등이 주연으로 출연하였고 우기동 등이 제작에 참여하였다.

## 출연

### 주연
- 박노식
- 허장강
- 장동휘
- 박암

## 기타
- 조명: 강용신
- 미술: 송백규